# Noah Darvich
Noah Darvich (* 25. September 2006 in Freiburg) ist ein deutscher Fußballspieler. Er steht beim VfB Stuttgart unter Vertrag.

## Persönliches
Darvich wurde in Freiburg geboren und wuchs in Bad Krozingen auf. Sein Vater wuchs als Sohn eines Irakers in Frankreich auf und stammt aus Straßburg, seine Mutter ist Deutsche.

## Laufbahn

### Verein
Darvich begann mit dem Vereinsfußball bei den Sportfreunden Eintracht Freiburg und durchlief ab 2017 das Nachwuchsleistungszentrum des SC Freiburg. Dort spielte er zuletzt in den Spielzeiten 2021/22 und 2022/23 unter Bernhard Weis mit den B1-Junioren (U17) in der B-Junioren-Bundesliga Süd/Südwest. Zudem kam er im Frühjahr 2023 mit den A-Junioren (U19) in der Sonderspielrunde der A-Junioren-Bundesligen zum Einsatz. Für seine Leistungen in dieser Saison erhielt Darvich in der Altersklasse U17 hinter Paris Brunner die Fritz-Walter-Medaille in Silber.
In der Sommerpause 2023 rückte der 16-Jährige in die zweite Herrenmannschaft auf, die in der 3. Liga spielte. Anfang August 2023 wechselte er nach dem 1. Spieltag für 2,5 Millionen Euro zum FC Barcelona, der ihn mit einem Vertrag bis zum 30. Juni 2026 und einer Ausstiegsklausel in Höhe von einer Milliarde Euro ausstattete. Bei Barça stand er im Kader der zweiten Mannschaft, die in der drittklassigen Primera Federación spielte. Im Oktober 2023 wurde Darvich von der englischen Zeitung The Guardian zu einem der besten Spieler des Jahrgangs 2006 gewählt. In seinem ersten Jahr wurde Darvich 21-mal (sechsmal in der Startelf) in der zweiten Mannschaft eingesetzt und erzielte ein Tor. Hinzu kamen vier Einsätze und zwei Tore für die U19 in der UEFA Youth League. Im November 2024 saß Darvich unter Hansi Flick erstmals in der Primera División auf der Bank, wurde allerdings nicht eingewechselt. Bis zum Saisonende folgte eine weitere Kadernominierung in der Liga sowie eine im Halbfinal-Rückspiel der Champions League. Für die zweite Mannschaft kam er in der Saison 2024/25 auf 25 Drittligaeinsätze, stand jedoch nur achtmal in der Startelf.
Zur Saison 2025/26 kehrte Darvich nach Deutschland zurück und wechselte in die Bundesliga zum VfB Stuttgart, bei dem er einen Vertrag bis zum 30. Juni 2029 unterschrieb.

### Nationalmannschaft
Im Mai 2023 wurde Darvich von Christian Wück für die deutsche U17-Nationalmannschaft nominiert und führte diese als Kapitän im Juni 2023 bei der U17-Europameisterschaft in Ungarn zum EM-Titel. Noah Darvich schoss bei diesem Turnier zwei Tore und bereitete vier weitere vor. Deutschland gewann im Finale im Elfmeterschießen mit 5:4 gegen Frankreich.
Am 2. Dezember 2023 gewann Darvich mit der Nationalmannschaft den WM-Titel bei der U-17-Weltmeisterschaft 2023 in Indonesien, ebenfalls durch einen Sieg im Elfmeterschießen im Finale gegen Frankreich. Er erzielte zwei Tore im Turnierverlauf, darunter eines im WM-Finale.
Am 9. Oktober 2024 debütierte Darvich in der U19-Nationalmannschaft. Mit dieser nahm er als Kapitän an der U-19-Europameisterschaft 2025 teil, bei der die deutsche Auswahl das Halbfinale erreichte.

## Titel und Auszeichnungen
Titel
- U17-Weltmeister: 2023
- U17-Europameister: 2023

Auszeichnungen
- Verleihung der Fritz-Walter-Medaille in Silber: 2023 (Altersklasse U17)